# Ectogonia albomaculalis
Ectogonia albomaculalis là một loài bướm đêm trong họ Noctuidae.